# Modelový čtenář

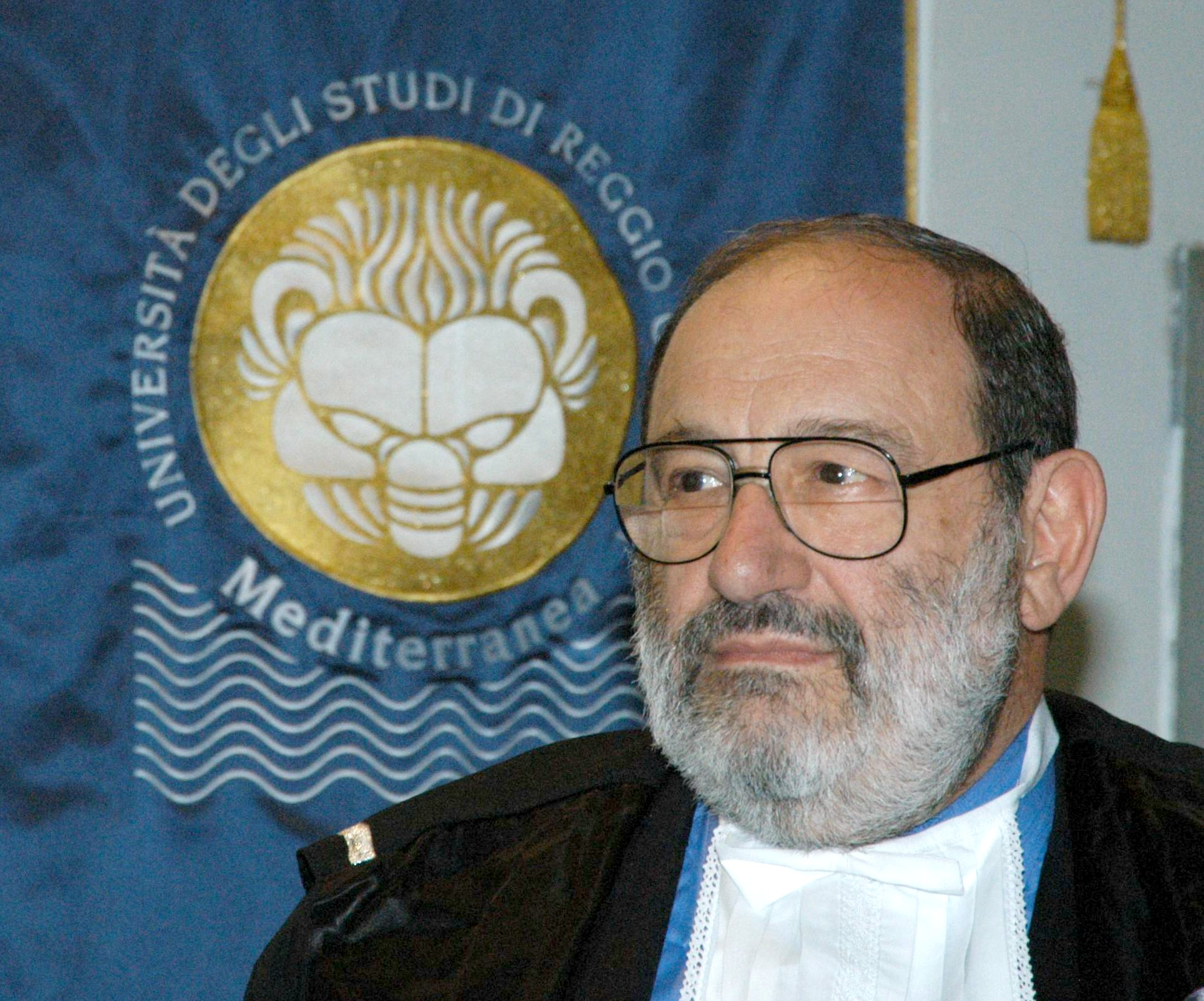
Umberto Eco, autor teorie fikčních světů

Modelový čtenář je literárněvědným termínem Umberta Eca užívaný v souvislosti s jeho teorií fikčních světů (viz také synonymní teorie možných světů).

## Význam
Děj, ani průběh žádné knihy není líčen doslovně. Vždy vyžaduje určitou míru dovršení, která je pro čtenáře zároveň velmi lákavá. Čtenář je tedy nucen neustále volit, jakým způsobem si představí nevyslovené a (spolu s autorem) jak se mu podaří předjímat další vývoj textu. Autor, který si je této skutečnosti vědom, s ní může pracovat cíleně, napínat čtenáře a poté je také často dovést k originálnějšímu rozuzlení, než by si byl představoval. Pro tyto účely Eco tvoří termín modelový čtenář, což je reprezentativní vzorek publika, jemuž je dílo určeno a který k textu přichází s jistým očekáváním. Toto očekávání bývá zpravidla avizováno mimotextově (tedy „předem“), ale je dáno i textovými znaky při samotném čtení. Autor by proto měl vypravěčské techniky přizpůsobit „modelovému čtenáři“, aby si zajistil, že ho bude číst to správné publikum. Na druhou stranu, čtenář by měl dodržovat svou část „pravidel hry“ a neměl by v textu hledat fakta a pocity, které se týkají výlučně jeho. 

Zájem modelového čtenáře o text je do jisté míry podmíněn zvolenými vyprávěcími strategiemi.

Proti termínu modelový čtenář pak Eco staví pojem empirický čtenář

## Související teorie
Ecova teorie je blízká jeho předchůdci Wolfgangu Iserovi, který zavedl termín implicitní čtenář. Rozdíl mezi oběma termíny není tak velký, ale v jistém směru zásadní. Modelový čtenář se v Ecově pojetí rodí spolu s textem a je s dílem pevně svázán. Dá se říct, že text ho determinuje. Naopak implikovaný čtenář v Iserově pojetí má privilegium stanovit si hledisko a determinovat význam textu. 

Iser také formuluje pojem místa nedourčenosti (viz také prázdná místa), která tvoří právě tu rovinu textu, která volá po čtenářském dovršení. Jedná se o veškeré nevyslovené údaje, které si doplňuje čtenář ve své představivosti v procesu aktualizace textu.